# Françoise de Châlus
Françoise de Châlus (Châlus, 1734. február 24. – Párizs, 1821. július 7.) francia arisztokrata hölgy, udvarhölgy XV. és XVI. Lajos király udvarában.

## Élete
1734. február 24-én, Châlus városában, arisztokrata szülőktől. Édesapja Gabriel de Châlus, Sansac ura, anyja Claire Gérault de Solages volt.
1749. július 10-én hozzáadták őt a spanyol nemesi felmenőkkel rendelkező Jean François de Narbonne-Larához  (1718–1806), aki 16 évvel volt idősebb menyasszonyánál, és akit 1780-ban Narbonne-Lara 1. hercegévé emeltek. XV. Lajos legidősebb leányának, Lujza Erzsébet hercegnőnek lett az udvarhölgye, 1749 és 1759 között. Úgy ismerkedett meg hitvesével, hogy a herceg is tagja volt hercegnő kíséretének, amikor az látogatóba érkezett szüleihez, XV. Lajos királyhoz és Leszczyńska Mária királynéhoz Pármából, ugyanis Lujza volt Párma hercegnéje. (Férje V. Fülöp spanyol király fia, Fülöp herceg volt.) 
Amikor Lujza Erzsébet hercegnő visszaindult Pármába, az újdonsült házaspár követte őt, s tíz évig szolgálták a hercegnét. 1755-ben Françoise-nak újabb fia született, aki a Louis Marie Jacques Amalric (1755–1813) nevet kapta. Pletykák szerint ennek a gyermeknek XV. Lajos volt a biológiai apja. (A házaspárnak volt egy idősebb fia is, Philippe (1750-1834) aki örökös nélkül halt meg 1834-ben, így apjuk hercegi címe Louis Marie egyik házasságon kívül született, de törvényesített fiára, Louis Jean Amalric de Narbonne-Larára szállt.
Ezt arra alapozták, hogy 1747-ben az osztrák örökösödési háború egyik ütközetében az asszony leendő férje olyan sérülést szenvedett, mely terméketlenné tette őt. Állítólag nem véletlen, hogy a kisfiú a Lajos nevet kapta, továbbá külsőleg is igen csak hasonlítottak egymásra. 1759-ben Lujza hercegné elhunyt, Françoise visszatért Párizsba, s 1764-től Mária Adelheid hercegnőnek (XV. Lajos király leányának) udvarhölgye lett, Civrac hercegnével rivalizálva, aki Adelheid húgának, Viktória Lujza hercegnőnek lett az udvarhölgye.
1774-ben XV. Lajos elhunyt, és unokája, XVI. Lajos került a trónra. Az asszony sokat veszített befolyásából a királyi udvarban, s régi vetélytársa, Civrac hercegné már sokkal népszerűbb személy volt az arisztokrácia báljain, ugyanis több előkelő személy nem tűrte Françoise temperamentumos természetét. Egyes korabeli pletykák szerint nem is az asszony, hanem XV. Lajos leánya, Adelheid hercegnő volt a szülőanyja Louis Marie Jacques Amalric-nak, ami szintén megmagyarázná a XV. Lajossal való külső hasonlóságát. (Ezek szerint törvénytelen gyermek kellett, hogy legyen, ám ezt soha nem tudták bebizonyítani.)
1789. október 6-án egyedül Françoise-nak engedte meg az új hatalom Franciaországban, hogy Adelheid mellett maradhasson udvarhölgyként. Végleg távozniuk kellett Versailles-ból. 1791 februárjában a hercegnő és az asszony, Viktória hercegnő társaságában Rómába utazott. Öt évet töltött ott a hercegnő szolgálatában, ahol két tűz közé került az egymással folyton versengő két hercegnő miatt. 
Ifjabbik fia, Louis Marie még anyjának életében, 1813-ban meghalt, több utódot – Françoise de Chalus unokáit - hátrahagyva. (Louis Marie 1782. április 16-án feleségül vette Marie-Adélaïde de Montholon márkinőt, házasságukból két leány született, Louise-Amable-Rion-Françoise (1786–?) és Marie-Adélaïde-Charlotte (1790–1856), mindketten rangjukhoz illő főnemes ifjakhoz mentek férjhez. Louis Marie-nak emellett házasságon kívül is két gyermeke született, két különböző színésznőtől: egy fiú, Louis Jean Amalric de Narbonne-Lara, aki törvényesítve örökölte nagyapjának hercegi címét, és egy leány, Louise Amalric Bathilde Isidore Contat (1788–1865), aki Amalric Contat néven szintén színésznő lett). 
Françoise de Châlus 1806 augusztusában özvegyült meg, ifjabbik fiát 1813-ben vesztette el. Ő maga 1821. július 7-én, 87 évesen hunyt el Párizsban. Végső nyughelye a párizsi Père-Lachaise temető lett.